# Love Song (album của Riya)
Love Song là album gồm tất cả các ca khúc do Riya từ ban nhạc Eufonius trình bày, do Key Sounds Label phát hành lần đầu tiên vào ngày 31 tháng 8 năm 2005 mang số catalog KSLA-0019.

## Danh sách track
Tất cả nhạc phẩm được soạn bởi Jun Maeda.
| STT | Nhan đề                                                                     | Thời lượng |
| --- | --------------------------------------------------------------------------- | ---------- |
| 1.  | "The Hill Where Everything Began" (始まりの坂 Hajimari no Saka)             | 3:51       |
| 2.  | "Blue Dream" (蒼の夢 Ao no Yume)                                            | 6:14       |
| 3.  | "The Stone That Became a Star" (星なる石 Hoshi Naru Ishi)                   | 6:30       |
| 4.  | "Run" (走る Hashiru)                                                        | 4:10       |
| 5.  | "The One Hundred Year Summer" (百年の夏 Hyakunen no Natsu)                  | 6:58       |
| 6.  | "Our Love" (僕らの恋 Bokura no Koi)                                         | 7:04       |
| 7.  | "Gray Feather" (灰色の羽根 Haiiro no Hane)                                  | 4:54       |
| 8.  | "Gramophone" (グラモフォン Guramofon)                                       | 5:21       |
| 9.  | "Myths" (神話 Shinwa)                                                       | 5:34       |
| 10. | "The Ice Clock" (氷時計 Kōridokei)                                          | 3:58       |
| 11. | "Unbreakable Wings" (折れない翼 Orenai Tsubasa)                             | 5:03       |
| 12. | "Thus the Story Concluded" (そして物語が終わる Soshite Monogatari ga Owaru) | 7:40       |
| 13. | "Love Song"                                                                 | 4:32       |